# Basarabia del Norte

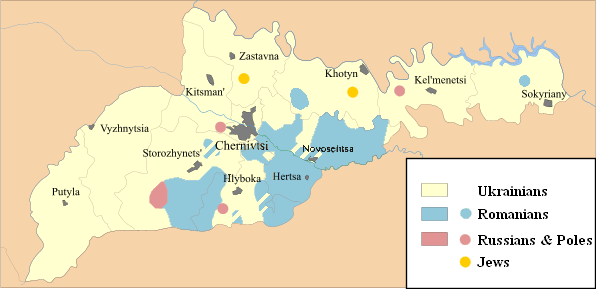
La división étnica de la región de Chernivtsi.

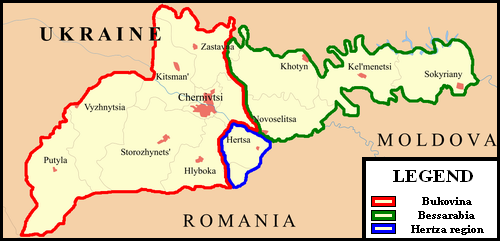
Las regiones históricas de la región de Chernivtsi, con el norte de Besarabia en verde

Besarabia del norte o norte de Besarabia es una parte de la Besarabia (en los límites de 1812) desde la frontera norte de la República de Moldavia, el río Prut por el sur, los arroyos Rokytne y Onut al oeste y el río Dniéster al norte y este), que se compone de Chernivtsi, región de Ucrania, junto con el norte de Bucovina (al oeste de los arroyos Rachitna y Onut) y la tierra de Herta. Las principales localidades son Hotin y Novodnistrovsk.

## Historia
| Principado de Moldavia 1346-1711 Imperio Otomano 1711-1812 Imperio Ruso 1812-1917 República Rusa 1917 República Democrática Moldava 1917-1918 Rumania 1918-1940 URSS (Unión de Repúblicas Socialistas Soviéticas) 1940-1941 Rumania 1941-1945 URSS (Unión de Repúblicas Socialistas Soviéticas) 1945-1991 1991–presente |

El territorio formaba parte del Principado de Moldavia, después, en 1711, formó parte de la Raia de Hotin del Imperio Otomano. En 1812, por el Tratado de Bucarest, el distrito de Hotin fue anexado por el Imperio Ruso y se convirtió en una de las 10 tierras (uiezduri) de la gobernación de Besarabia (tierra de Hotin - Хотинский уезд ). Durante la Primera Guerra Mundial, la parte noreste del condado de Hotin fue la única parte de Besarabia que fue ocupada temporalmente por Austria-Hungría.
Después de la Primera Guerra Mundial, el norte de Besarabia formó parte de Rumania, tras la unión de Besarabia con Rumania el 27 de marzo / 9 de abril de 1918, se incluyó en el condado de Hotin. Como resultado del Pacto Hitler-Stalin (1939), Besarabia, Bucovina del Norte y Herta fueron anexadas por la URSS el 28 de junio de 1940. Después de que Besarabia (tal y como había sido delimitada en 1812) fuera ocupada por los soviéticos, Stalin la dividió en tres territorios. Así, el 2 de agosto de 1940, se estableció la República Socialista Soviética de Moldavia, y las partes norte (condado de Hotin) y sur (condados rumanos de la fortaleza e Ismail) de Besarabia, así como el norte de Bucovina y el condado de Herta se anexaron a la República Socialista Soviética de Ucrania. El 7 de agosto de 1940, se creó la región (oblast) de Chernivtsi, uniendo la parte norte de Bucovina con el condado de Herța y la mayor parte del condado de Hotin. Después de la ocupación de Besarabia, como en todos los territorios ocupados o anexados por la URSS durante ese período según el Pacto Hitler-Stalin, la NKVD comenzó a "detectar", arrestar y deportar a "enemigos del pueblo", a saber, exfuncionarios estatales rumanos, sacerdotes, maestros, profesiones liberales, propietarios de cualquier tierra, producción o comercio, miembros de todos los partidos políticos excepto los comunistas y, en general, cualquier ciudadano que no estuviera a favor del régimen soviético, acusado de ser "lacayos de los imperialistas rumanos", "chiaburi" (kulaci) o "explotadores de la clase obrera". Fue desplazada a Kazajstán y Siberia y parte de la población de origen rumano / moldavo de la zona de Hotin bajo la acusación de "espionaje al servicio de la monarquía terrateniente burguesa rumana". 
Entre julio de 1941 y marzo de 1944, todos los territorios previamente anexados por la URSS reingresaron a Rumanía, liderados por el mariscal Ion Antonescu, quien aplicó un régimen militar y ordenó al ejército "limpiar la tierra" de todos los habitantes sospechosos o acusados que hubieran colaborado con las autoridades soviéticas, incluidos todos los judíos étnicos sin distinción. Fueron deportados a Transnistria, donde aproximadamente la mitad murieron de frío, hambre y enfermedades. Después, los tres territorios fueron reocupados por la URSS en 1944 e integrados en la República Socialista Soviética de Ucrania, según la organización territorial deseada por Stalin después de la anexión en 1940, cuando Besarabia se dividió en tres partes. Desde marzo de 1944 al norte de la línea Chernivtsi-Tighina, y desde agosto de 1944 al sur de ella, la NKVD reanudó su "tarea de luchar contra los enemigos del pueblo" iniciada en el verano de 1940 - verano de 1941, cesando las deportaciones. el período de "desestalinización" diez años después.

## Localidades
El norte de Besarabia es parte de la región de Chernivtsi, Ucrania, siendo una de las tres regiones históricas que componen la región junto con el norte de Bucovina y Hertsa Krai.
El norte de Besarabia incluye distritos Kelmentsi, Hotin, Nueva Lanza (excepto localidades Boian Chornivka, Prypruttia, Leuşenii tensa Mahala, Ridkivtsi, Slobozia Ridkivtsi Nueva lanza para conflunţa Rokytne el Prut y Toporăuţi perteneciente Bucovina) Secureni y los pueblos de Balamutca y Rjavinţi, sino también el antiguo pueblo de Onutul-Mic en el distrito de Zastavna. También incluye la ciudad de Novodnistrovsk.

## Demografía
La mayoría de los habitantes son ucranianos y hay comunidades de rusos (lipovanos) y rumanos (moldavos). Las localidades del norte de Besarabia donde la mayoría de los nativos se declararon "rumanos" o "moldavos" son:
Raión de Noua Suliță:
- Vancicăuții Mici
- Răchitna
- Dumeni
- Costiceni
- Stroești
- Șendreni (Dranița)
- Nesfoaia
- Negreni
- Cerlena Mare
- Tărăsăuți
- Balcăuți
- Mălinești
- Coșuleni
- Stălinești
- Vancicăuții Mari
- Dinăuți
- Berestea
- Forostna
- Marșenița
- Mămăliga

Raión de Hotin:
- Colencăuți

Raión de Secureni:
- Șișcăuții Noi

## Galería de imágenes

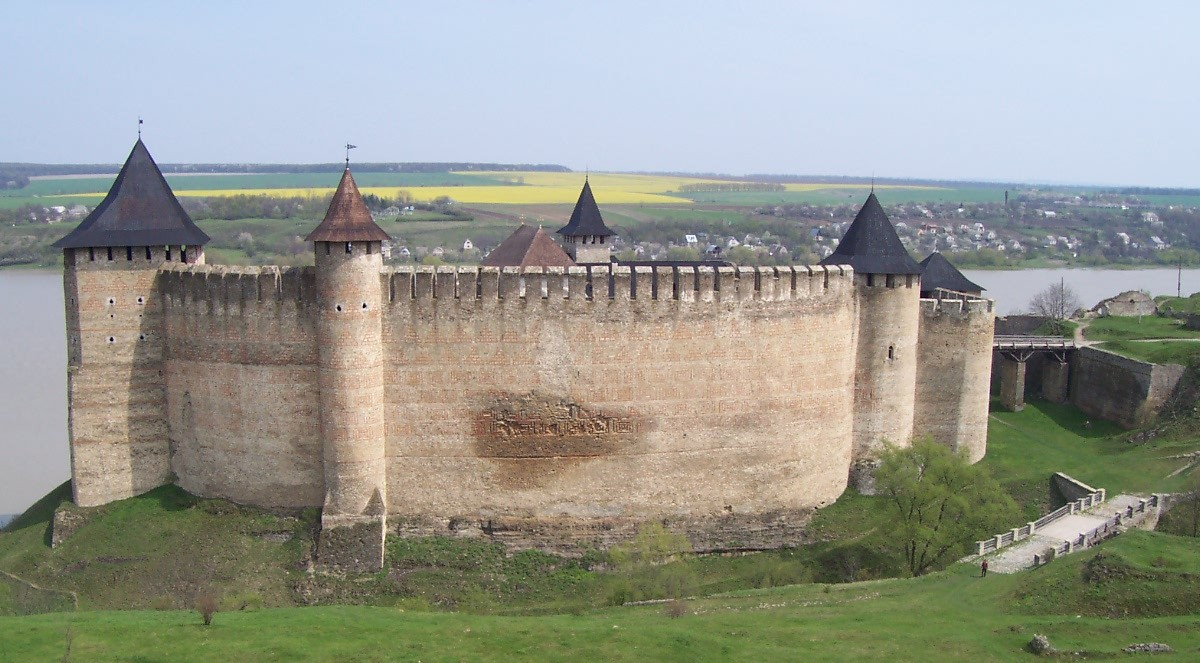
Fortaleza de Jotín